# Філон Кміта
Філон Семенович Кміта (19 березня 1530 — 29 листопада 1587) — визначний руський полководець та урядник Великого Князівства Литовського. У 1562 році остерський староста, у 1565 році — чорнобильський урядник, у 1566 році — оршанський староста, у 1579 році став смоленським воєводою.

## Життєпис
Бартош Папроцький в одній зі своїх робіт уривчасто написав про нього згадку. Її використав Шимон Окольський. Альберт Коялович подібно до Папроцького тільки між іншим згадує одного із синів Філона, який помер вже після смерті батька. Каспер Несецький, зі звичайною для себе сумлінністю, повторив все, що знав Папроцький.

### Родина
Батько: Семен Кмітич — у 1527–1541 роках королівський дворянин, у 1539 році отримав чорнобильський замок (згадується 12 жовтня 1539 року і мав його протягом чотирьох років) у відшкодування збитків, завданих йому татарами. Так само тримав Вонячин, який у 1547 році після нього отримав Вишневецький.

Мати: княжна Дугна Лукомська, донька Андрія Івановича Лукомського князя Мелешковицького та княгині N. Федорівни Четвертинської. 
|  | Княжна Дугна Лукомська у 1550 році була дружиною Семена Кмітича. |

Після смерті чоловіка вдруге вийшла заміж за Миколу Гулевича гербу Новина — двоюрідного брата відомої Галшки Гулевичівни.
Сестри, одна з яких, Євдоксія, була одружена з Іваном Проскурою-Сущанським, київським суддею.

### Військова діяльність
У власному батькові Філон Кміта мав і наставника, і похвальний приклад присвячення себе для краю.

#### Участь у Московсько-Литовській війні
Вперше про себе Кміта заявив у 1562 році, коли вибухнула війна між Сигізмундом Августом та Іваном Грозним, в якій він здобув перемогу в битві під Остром. Заохочений цим успіхом, того ж тижня напав на Чернігів, при цьому підтвердив свій військовий хист двома перемогами на полі бою та при облозі і взяттю Чернігова. Після цієї перемоги князь Костянтин Острозький надіслав 600 білгородських татар, які перебували на його платні, під керівництвом Єзехози та Абакайчика до Кміти, заохочуючи його, аби напав з ними на ворожі кордони і відплатив за втрати, яких зазнавала Литва. Кміта знову здобув перемогу у битві під Стародубом. 23 січня 1564 року Великий гетьман литовський Миколай Радзивілл «Рудий» покликав Філона для участі у битві на Улі. У цій битві Філон застосував військову хитрість, завдяки якій була не тільки здобута перемога в битві, а й захоплені чималі воєнні трофеї. Після кількох місяцях перерви війна спалахнула заново; з обох сторін почато нищення прикордонної землі. Кміта здобув і зруйнував місто Почеп, спустошив краснопільське довкілля, пограбував азійських купців, які їхали до Москви, перейняв царських послів до Криму і з великою здобиччю повернувся до Остра.
В 1568 році готувалася справжня війна, особисто Сигізмунд Август покликав Філона Кміту в табір під Радошковичами і відправив його, аби той вторгся у Смоленське князівство. Доручення короля доручення Кміта виконав дуже швидко.
Після цього військових дій за участю Філона не відомо аж до відновлення війни Стефаном Баторієм у 1579 році.

#### Участь у завершенні Лівонської війни

##### Напади на Смоленськ

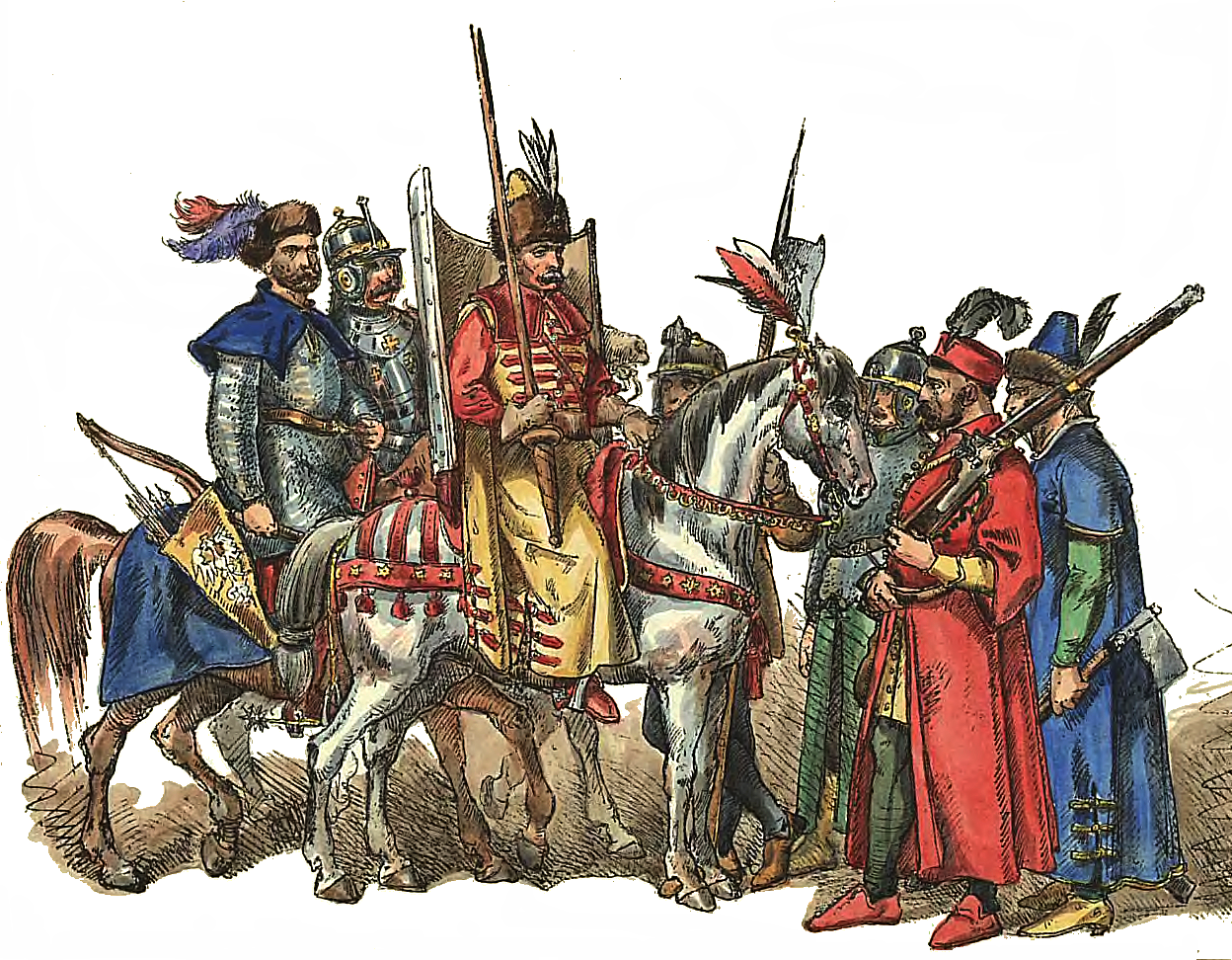
Республіканське військо (1576–1586)

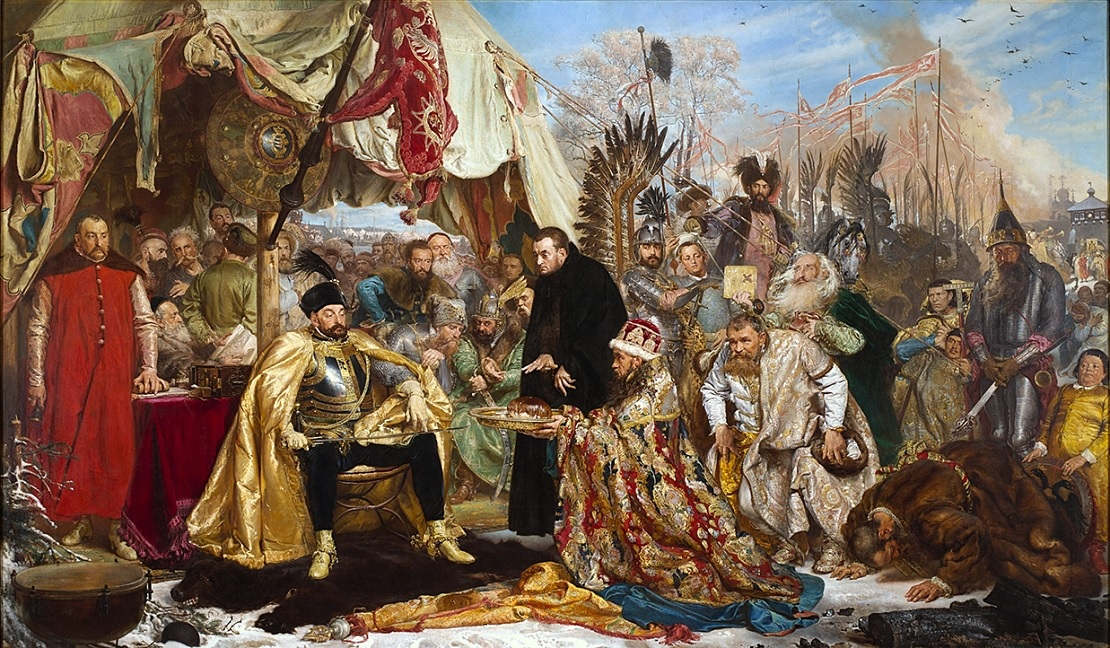
«Баторій під Псковом»
пензля Яна Матейка

Тільки-но король розпочав похід, умить віддав йому наказ спостерігати за ворожими маневрами понад Дніпром, аби з тієї сторони республіка не зазнала якоїсь шкоди. Але найдокучливішого удару ворогові завдав Філон Кміта, який, зібравши величезну дружину й маючи кілька присланих хоругов, рушив до Смоленська і спалив близько 2000 сіл і передмістя. Кміта привів до Орші колону, завантажену награбованим, натовпи полонених та стада худоби. Король призначив його смоленським воєводою, щоб назва посади нагадувала місце його недавніх заслуг.
Запрошення Кміти до сенату заохотило його до подальшої служби королю та республіці. Стефан Баторій, ретельний в оцінці приналежних здібностей кожного, не закликав його до табору, не доручив йому простих справ, а наказав і в наступному поході 1580 року продовжувати наїзди. Отож тільки восени, на початку вересня, Кміта вирішив вторгнутися у смоленські землі.
Кміта зібрав до 9000 вершників і на всякий випадок, чого досі не робив, оглянув гармати. Вважаючи вдалі на початку рейди за надійну прикмету перемоги, сміливо кинувся під Смоленськ з усім табором та полоненими, яких попутно загнано до табору. Мав собі намір нещодавно відбудоване спалене передмістя знову спалити, або й, за можливості, заволодіти фортецею. Але керівники замку, Даніїл Ногтєв та князь Федір Массальський, приготували потужну відсіч. Московити захопили 60 польових гармат, які були надіслані до Москви. Кміта, програвши битву, коли тікав з поля і полонені за поверненою наосліп кіннотою не могли встигнути, наказав зупинитися і вбити всіх полонених.
Для залагодження смутку, і аби від нових заходів його не розохотити, король зруйновані та здобуті 6 вересня Великі Луки, доручивши Домініку Родольфіньо довести до оборонного стану, віддав у врядування Філону Кміті. Цей, аби залога в байдикуванні не розслаблялася, в червні 1581 року здобув Холм та Стару Руссу.

##### Протистояння під Старицею
З прибуттям короля до табору, рада зупинилася на тому, щоби усією потугою здобувати Псков; отож аби ворога відволікти в інший бік, було наказано Радзивіллу та Філону Кміті вирушити до Білої, а попутно спустошувати довкілля і стомлювати війська для запобігання відсічі. Радзивілл та Кміта ретельно виконали королівський наказ, відсічі під Псков не допустили й ще привели до коша пійманих одного з князів Оболенських з кількома боярськими синами.
Незабаром почалися мирні перемовини. Антоніо Поссевіно в листі від 16 листопада 1581 року з табору під Псковом писав до царя, щоб не марнував час з присиланням комісарів наділеними достатніми повноваженнями, бо король зрозуміло висловився, якщо не настане спокій, миттю від'їде до Литви і особисто займеться зібранням ще більшого ніж тепер війська, а в зайнятому краї залишить Замойського та Кміту.
День 15 січня наступного року покрав край довготривалій війні. Великі Луки повернули цареві, отож Кміта був змушений виїхати з цієї фортеці та повернутися до Орші, де до смерті був на посаді старости цього замку.

### Цивільна діяльність

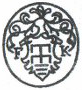
Відбиток печатки Філона Кміти (1565—1575)

У цивільному житті Кміта добре господарював у всіх маєтках, які йому дісталися від батька, а через те, що військові видатки покривав доходами своїх маєтків, то частину з них змушений був продавати, але на час продажу Коростишева, як він сам зазначає, цей маєток не складає не тільки однієї третьої, а й навіть однієї тридцятої.
Як вище зазначалось, був призначений урядником в Остер:
|  | У 1562 році вже при Кміті в замок з Вільна було доставлено зброю, боєприпаси, військове спорядження. Але сам замок, що стоїть «за дві версти від Десни» не міг перешкоджати московським людям спускатися річкою з метою грабежу. По королівському велінню Філон Кміта вибудував новий замок (завершений в 1571 році), він стояв над Десною, «зі сходу його прикривало озеро Деснянське, з якого витікала річка Попівка, що протікала посеред міста і, за містом, впадала в Десну». |

У 1565 р. продав містечко Коростишів, воно стало власністю представника роду Олізарів.
29 березня 1566 року подільські маєтки через їх віддаленість до місця державної служби поміняв на Чорнобиль, як це сказано в даному йому привілеї. Може це стосувалося не всіх володінь, бо за згадкою під 1571 р. Кміта-Чорнобильський є власником Пикова на Винничині.

В будь-якому разі це була не заміна, а багатий подарунок, немала нагорода: Філон Кміта замість пустого дідицтва на Брацлавщині, щомиті знищуваного татарами і загубленого десь в степах, отримував спокійне, заселене та заможне поселення. Це очевидно рятувало його від руйнування маєтків. Вдячний за засвідчену ласку, він перебував в постійних лицарських спекотах, щасливий переможець під Уллою, Черніговом та Смоленськом. Як прикордонний охоронець і ретельний виконавець служби, безперервно маючи у полі зору кордон, рідко покидав його, аби навідати свої маєтки. У 1574 році також писав до гетьманів, прохаючи, щоб йому було дозволено з Орші з'їздити до свого «маєточка» Чорнобиля, «де не був — за його словами — восьмий рік через державні послуги та послуги Вельможним Панам». Першим схотів писатися Кмітою-Чорнобильським..
Вцілів королівський лист до Філона, а мусило їх бути немало, бо з них можна було би скласти уяву яких послуг чекали від Кміти, а заодно переконатися, на якій висоті мав король його досвід та непорушну вірність, коли в часах таких небезпек довірив йому Оршу, цю чатову його держав.
7 липня 1572 року, життя короля Смгізмунда Августа завершилось і майже через рік по тому, 9 травня 1573 року, був обраним королем Генрік Валуа. Лиш як тільки це сталося, Кміта був задіяний сенатом для зносин з царем, і хоча не маємо цих листів, які мусять ще десь перебувати у сховку, знаємо, що Кміта ретельно виконував покладене на нього у цій галузі доручення, бо в цьому переконують листи, які опубліковані.
Волович, якому увесь перебіг справ не міг бути невідомим, проте запитав Кміту: чи насправді давав цареві пораду, аби під час безкоролів'я свого сина з військом прислав до Смоленська, чи освідчувався йому служити та допомагати у володарюванні, чи просив про те, аби цар до себе наблизив? При цьому застерігав, що цей вчинок йому загрожує великою небезпекою. Кміта відповів розлогим листом, в якому пояснює усю свою діяльність; заперечує, що він закликав царя до вторгнення в Литву, і стверджує, що подібна порада ніколи не повставала в його думці. Що писав, що виконував, це все відомо литовському сенату, бо виконував тільки його накази.
Вищезгадана справа, окрім швидкоплинного обурення, не мала подальших наслідків. Кміта залишився в Орші, протягом наступних п'яти років до відновлення війни вартував доручений замок, про опорядження та озброєння якого не припиняв турбуватися.

### Сім'я
Дружина — Софія Ходкевич, донька віленського каштеляна Григорія Ходкевича. Швидше за все вийшла заміж за Філона перед початком війни. Зберігся запис від 19 жовтня 1563 року, зроблений писарем Яном Гайкою, про звернення Софії, яка через хворобу не мала можливості стати особисто перед королем і діяла через довірених осіб: маршалка та королівського писаря тикоцинського старосту Яна Шимковича і королівського писаря гродненського, конюшого ошнянського, віленського і красносільського урядника Яна Миколайовича Гайки, та її чоловіка Філона Кміти, про визнання перевищення дозволеного розміру вартості приданого під час одруження, тобто вона відмовилася від тієї частини маєтків, яка її матір відписала своєму чоловікові.
|  | Відповідно до акту від 13 жовтня 1565 року, який знаходиться у Литовській метриці, першою дружиною Філона Кміти була Софія Ходкевичівна, донька Григорія Олександровича Ходкевича, гетьмана В. Кн. Литовського, та княжни Катерини Іванівни Вишневецької. |

Ймовірно, невдовзі померла через хворобу. Швидше за все дітей від неї не мав, бо 15 грудня 1565 в угоді купівлі-продажу Коростишева своєму братові Івану Олізару Волчкевичу зазначає: «…для себе, дружини та дітей, як їх мені Бог милостивий дозволить мати…».
Дружина: княжна N. Андріївна Капуста. Діти:
- Ярема (нар.1574)
- Лукаш-Лазар (нар.1580), навчаючись у Віленській академії, помер 1594 року.[32]
- Богдана, дружина князя Юрія Друцького-Гірського. Князь Юрій Друцький-Гірський та його дружина, Богдана Філонівна Кмітянка-Чорнобильська, у 1603 році за 100000 фл. продали Острозькому Пиків, Глинсько, Жуків, Шепіївку, Кривошиїнці тощо.[13].
- Софія, дружина  Лукаша Сапіги. Лукаш Сапіга, королівський дворянин, і його дружина Софія заснували монастир Домініканців у Чорнобилі, на який це право Сапіга отримав одночасно з Товстим Лісом феодальним правом у 1595 році[13].

### Останні роки життя

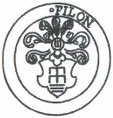
Відбиток печатки Філона Кміти (1585)

Знайомий особисто та шанований королем, мусив викликатися для нарад, бо принаймні під час сеймів поміж тогочасними сенаторами неодноразово зустрічається його ім'я на підписаних Стефаном Баторієм дипломах, як от: 12 листопада 1582 року, коли варшавський республіканський сейм підтверджував права та свободи Ризі, і коли на два роки пізніше, 23 лютого 1585 року, в тому ж місці зібрані стани затверджували своєю повагою вікопомний акт заснування віленського університету.

## Писемна спадщина
Філон Кміта залишив після себе значну кількість листів. Вони є одним з перших пам'ятників української епістолярної прози. Багато донесень Кміти-Чорнобильського читаються як новели: вони сюжетні, багаті художніми деталями, написані подібною, близькою народу мовою. Перед читачем постає живий образ автора-патріота, який вірно ніс повну непередбачених труднощів службу, часто не отримуючи ані підтримки, ані подяки від своїх повелителів. «Листи» — наочний приклад того, як ділове листування набувало якості художнього твору.

## Вшанування пам'яті
Старовольський, який його ім'я заніс у перелік 117 сарматських військових діячів, захоплюється не тільки визначною доблестю, але теж віддає належне його досвіду та обізнаності в управлінських справах, а також незвичайному красномовству. «Став призначеним у сенат — говорить наш полігістор — не тільки через давність роду, але й через незрівнянні заслуги. Розкіш постаті, слава мудрості та серйозність обличчя дозволяли миттю розпізнати в ньому одного з вищих урядовців держави. Коли говорив, віра в його непохитну чесність та шляхетність задуму додавали йому такої прихильності, що не було прикладу аби своїм виглядом, будь-як довільним, образив когось зі слухачів. У кожному вчинку життя виявлялись шляхетна відвертість та свобода для нього зачарованої повсюдної довіри».
В Білорусі його вважають національним героєм, оскільки тривалий час його діяльність була пов'язана з Оршею. Також вважають, що він народився саме в Орші, щоправда доказів цього не наводять. У документальному циклі "Гісторыя пад знакам «Пагоні» («Белсат») одна із складових присвячена Філону.
Де похований — невідомо. Але Шимон Старовольський приготував йому епітафію:
Claudit hoc saxum, viator, clarissium Sarmatici Senatus virum, Philonem Kmitam Palatinum Smolenscensem: animi magnitudine, armorum peritia, antiquis ducibus acquandum. Qui multos per annos apud Sigismundum Augustum et Stephanum Battorcum, inclytos Poloniac Reges, secunda fama militabat: insignemque de Moschis, in agro Smolenscensi, exigua suorum manu, victoria reporta verat, quam nulla unquam actas tacebit. Abi, et minibus defuncti, quitem apprecare.
Цей камінь покриває, перехожий, найяснішу людину Сарматського Сенату, Філона Кміту, Смоленського воєводу: величезного розуму, майстра володіння зброєю, посланця давніх вождів. Який протягом багатьох років, із Сигізмундом Августом і Стефаном Баторієм, окрасою польських королів, двома визнаними полководцями: позначений Мойсеєм, у землях Смоленщини, малим порухом руки, здобував перемогу, ніщо не має ніколи забутися. Йди і, склавши руки, мовчки згадай.